# 小串村
小串村（こぐしそん）は岡山県南部の児島半島北東端、児島湾入口南岸に存在した村である。1954年4月1日に岡山市へ編入された。

## 概要
現在の南区小串、阿津に当たる。当初は小串宝録山と邑久郡久々井との海峡が大門と呼ばれたことに由来して大門村（おおとそん）と称したが、後に小串村と改称した。
小串という村名は児島湾入口の小口からくるとされ、江戸期には宇喜多氏によって岡山城を建設する際に、当地が海路防衛の重要地として小浦とも呼ばれた。その後天正年間に小串と改められたという。
小串には岡山藩の米蔵が置かれ、小串港には多数の高瀬舟が往来し、内海航路の回船に米を積み替えた。江戸末期の1863年（文久3年）には藩によって小串砲台や陣屋が設置された。

## 人口
| \| 1920年（大正9年） \| 3,146人 \| \| \| 1925年（大正14年） \| 3,023人 \| \| \| 1930年（昭和5年） \| 2,995人 \| \| \| 1935年（昭和10年） \| 2,839人 \| \| \| 1940年（昭和15年） \| 2,617人 \| \| \| 1947年（昭和22年） \| 3,626人 \| \| \| 1950年（昭和25年） \| 3,530人 \| \| |         |  |
| 総務省統計局 / 国勢調査（1950年） |         |  |
| 1920年（大正9年） | 3,146人 |  |
| 1925年（大正14年） | 3,023人 |  |
| 1930年（昭和5年） | 2,995人 |  |
| 1935年（昭和10年） | 2,839人 |  |
| 1940年（昭和15年） | 2,617人 |  |
| 1947年（昭和22年） | 3,626人 |  |
| 1950年（昭和25年） | 3,530人 |  |

## 歴史

### 沿革
- 1873年（明治6年）4月3日 - 第三大学区第三中学校区二番小学校（現在の小串小学校）が創立。
- 1889年（明治22年）6月1日 - 町村制施行。小串村と阿津村が合併して児島郡大門村が発足。
- 1898年（明治31年）1月1日 - 大門村が改称して小串村となる。
- 1954年（昭和29年）4月1日 - 岡山市に編入。同日小串村廃止。

合併以降の沿革は児島地域 (岡山市)を参照。

## 地域

### 教育
- 岡山県児島郡小串国民学校（現・岡山市立小串小学校）